# 장미의 곡
"장미의 곡"은 한국에서 제작된 권영순 감독의 1960년 영화이다. 김희갑 등이 주연으로 출연하였고 박시춘 등이 제작에 참여하였다.

## 출연

### 주연
- 김희갑
- 노능걸
- 문정숙
- 허장강
- 주선태
- 구봉서
- 곽규석

## 기타
- 조명: 이해석
- 녹음: 이경순
- 미술: 임명선